# Run Up (Don Toliver)
Run Up è un singolo del rapper statunitense Don Toliver pubblicato il 19 luglio 2018.

## Tracce
1. Run Up – 3:02